# ماكسيميليان فيليب
ماكسيميليان فيليب (Maximilian Philipp) (1 مارس 1994 في برلين في ألمانيا – )؛ هو لاعب كرة قدم كان يلعب كمهاجم.

## وصلات خارجية
- ماكسيميليان فيليب على موقع الاتحاد الأوربي (الإنجليزية)
- ماكسيميليان فيليب على موقع قاعدة بيانات كرة القدم.إي يو (الإنجليزية)
- ماكسيميليان فيليب على موقع بيانات كرة القدم. دي إي (الألمانية)
- ماكسيميليان فيليب على موقع Soccerway.com (الإنجليزية)
- ماكسيميليان فيليب على موقع عالم كرة القدم.نت (الإنجليزية)
- ماكسيميليان فيليب على موقع AS.com (الإسبانية)